# تداخل‌سنجی نور سفید
تداخل‌سنجی نور سفید (به انگلیسی: white light interferometry) یا تداخل‌سنجی با نور سفید یک روش نوری غیرتماسی برای اندازه‌گیری ارتفاع سطح روی ساختارهای سه‌بعدی با پروفیل‌های سطحی متغیر بین ده‌ها نانومتر و چند سانتی‌متر است. این اغلب به عنوان نامی جایگزین برای تداخل‌سنجی پویشی همدوس در زمینه ابزار دقیق توپوگرافی سطح ناحیه‌ای که به نور با طول‌موج مرئی و پهنای‌باند طیفی (نور سفید) مُتکی است، استفاده می‌شود.

## اصول اساسی
تداخل‌سنجی از اصل برهم‌نهی موج برای ترکیب امواج به گونه‌ای استفاده می‌کند که نتیجه ترکیب آنها، استخراج اطلاعات از جبهه‌های موج لحظه‌ای باشد. این روش به این دلیل جواب می‌دهد که وقتی دو موج با هم ترکیب می‌شوند، الگوی حاصل توسط اختلاف فاز بین دو موج تعیین می‌شود - امواجی که هم‌فاز هستند، دچار تداخل سازنده می‌شوند در حالی که امواجی که ناهم‌فاز هستند، دچار تداخل مخرب می‌شوند. اگرچه تداخل‌سنجی نور سفید چیز جدیدی نیست، اما ترکیب فنون‌های تداخل‌سنجی قدیمی با الکترونیک، رایانه‌ها و نرم‌افزارهای نوین، ابزارهای اندازه‌گیری بسیار قدرتمندی را ایجاد کرده است. یوری دنیسیوک و اِمِت لیت، کارهای زیادی در زمینه تمام‌نگاری (هولوگرافی) نور سفید و تداخل‌سنجی انجام داده‌اند.
اگرچه فنون‌های تداخل‌سنجی مختلفی وجود دارد، سه مورد از آنها رایج‌تر هستند:
1. تداخل‌سنج‌های توری پراش.
2. تداخل‌سنج‌های پراب همدوس یا اسکن‌سازی عمودی.
3. تداخل‌سنج‌های صفحه‌پراکندگی نور سفید.

اگرچه هر سه این تداخل‌سنج‌ها با منبع نور سفیدکار می‌کنند، اما تنها اولی، یعنی تداخل‌سنج توری پراش، واقعاً بی‌فام (به انگلیسی: achromatic) است. در اینجا تداخل‌سنج‌های روبش عمودی یا پرآب همدوس به دلیل کاربرد گسترده‌شان برای مترولوژی سطح در کاربردهای صنعتی با دقت بالای امروزی، به تفصیل مورد بحث قرار می‌گیرند.

## تنظیم تداخل‌سنج

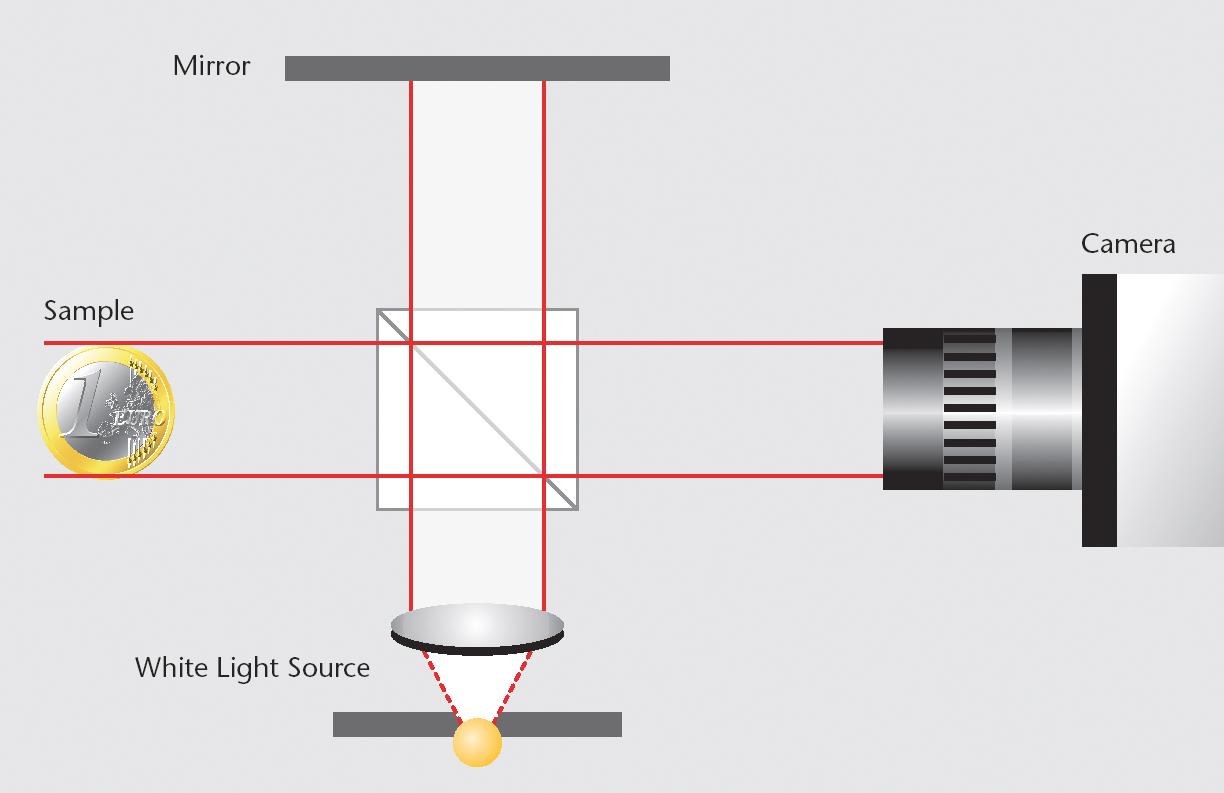
شکل ۱: طرح‌واره جانمایی یک تداخل‌سنج نور سفید

یک حسگر تصویر سی‌سی‌دی مانند حسگرهای مورد استفاده در عکاسی دیجیتال، در نقطه‌ای که دو تصویر بَرهَمنِموده (به انگلیسی: superimposed) می‌شوند، قرار می‌گیرد. یک منبع نور سفید پهن‌باند برای روشن کردن سطوح آزمایش و مرجع استفاده می‌شود. یک عدسی چگالنده (متمرکزساز)، نور منبع نور پهن‌باند را همسو می‌کند. یک تقسیم‌کننده پرتو، نور را به پرتوهای مرجع و اندازه‌گیری تقسیم می‌کند. پرتو مرجع توسط آینه مرجع بازتابیده می‌شود، در حالی که پرتو اندازه‌گیری از سطح مورد آزمایش بازتابیده یا پراکنده می‌شود. پرتوهای برگشتی توسط تقسیم‌کننده پرتو به حسگر تصویر سی‌سی‌دی منتقل می‌شوند و یک الگوی تداخلی از توپوگرافی سطح مورد آزمایش تشکیل می‌دهند که به صورت مکانی توسط پیکسل‌های سی‌سی‌دی نمونه‌برداری می‌شود.

## حالت عملیاتی

شکل ۲: تشکیلات نوری یک تداخل‌سنج تویمن-گرین با حسگر تصویر سی‌سی‌دی.

تداخل برای نور سفید زمانی رخ می‌دهد که طول مسیر پرتو اندازه‌گیری و پرتو مرجع تقریباً یکسان باشد. با روبِش (تغییر) طول مسیر پرتو اندازه‌گیری نسبت به پرتو مرجع، یک همبستگی‌نگار در هر پیکسل ایجاد می‌شود. پهنای هم‌بستگی‌نگار حاصل، طول همدوسی است که به شدت به پهنای طیفی منبع نور بستگی دارد. یک سطح آزمایشی با ویژگی‌هایی با ارتفاع‌های مختلف، منجر به یک الگوی فازی می‌شود که با نور حاصل از مرجع مسطح در صفحه حسگر تصویر سی‌سی‌دی ترکیب می‌شود. اگر طول مسیر نوری دو بازو کمتر از نصف طول همدوسی منبع نور متفاوت باشد، تداخل در پیکسل سی‌سی‌دی رخ می‌دهد. هر پیکسل از سی‌سی‌دی موقعیت مکانی متفاوتی را در تصویر سطح مورد آزمایش نمونه‌برداری می‌کند. یک همبستگی نگار نور سفید معمولی (سیگنال تداخل) زمانی تولید می‌شود که طول بازوی مرجع یا اندازه‌گیری توسط یک مرحله موقعیت‌یابی از طریق تطبیق طول مسیر پویش شود. سیگنال تداخل یک پیکسل زمانی حداکثر مدولاسیون را دارد که طول مسیر نوری نور تابیده شده به پیکسل برای پرتوهای مرجع و شیء دقیقاً یکسان باشد؛ بنابراین، مقدار z برای نقطه‌ای روی سطح که توسط این پیکسل تصویربرداری می‌شود، متناظر با مقدار z مرحله تعیین موقعیت است، زمانی که مدولاسیون همبستگی‌نگار بیشترین مقدار را دارد. با تعیین مقادیر z مرحله موقعیت‌یابی که در آن مدولاسیون برای هر پیکسل بیشترین مقدار را دارد، می‌توان ماتریسی با مقادیر ارتفاع سطح جسم بدست آورد. عدم‌قطعیت عمودی عمدتاً به زبری سطح اندازه‌گیری شده بستگی دارد. برای سطوح صاف، دقت اندازه‌گیری توسط دقت مرحله موقعیت‌یابی محدود می‌شود. موقعیت‌های جانبی مقادیر ارتفاع به نقطه شیء مربوطه که توسط ماتریس پیکسل تصویر می‌شود، بستگی دارد. این مختصات جانبی، همراه با مختصات عمودی مربوطه، توپوگرافی سطح جسم را توصیف می‌کنند.

## میکروسکوپ‌های تداخل‌سنجی نور سفید

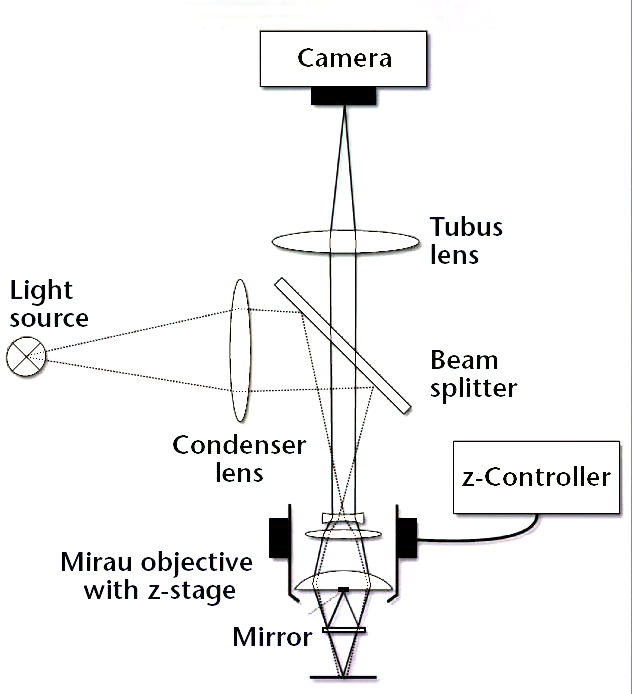
شکل ۳: جانمایی طرح‌وارهٔ یک میکروسکوپ تداخلی با عدسی شیئی میرائو.

برای تجسم ساختارهای میکروسکوپی، لازم است یک تداخل‌سنج با اپتیک میکروسکوپ ترکیب شود. چنین چیدمانی در شکل ۳ نشان داده شده است. این چیدمان مشابه یک میکروسکوپ نوری استاندارد است. تنها تفاوت‌ها یک عدسی شیئی تداخل‌سنجی و یک مرحله موقعیت‌یابی دقیق (یک مُحرک پیزوالکتریک) برای حرکت عمودی عدسی است. بزرگنمایی نوری تصویر روی سی‌سی‌دی به فاصله بین عدسی لوله و عدسی شیئی بستگی ندارد اگر میکروسکوپ از جسم در بی‌نهایت تصویر بگیرد. عدسی شیئی تداخلی مهم‌ترین بخش چنین میکروسکوپی است. انواع مختلفی از عدسی‌های شیئی موجود است. همان‌طور که در شکل ۳ نشان داده شده است، در عدسی شیئی میرائو، پرتو مرجع توسط یک تقسیم‌کننده پرتو در جهت عدسی جلویی شیئی منعکس می‌شود. روی عدسی جلویی یک آینه کوچک‌شده به اندازه سطح روشن‌شده روی جسم وجود دارد؛ بنابراین، برای بزرگنمایی‌های بالا، آینه آنقدر کوچک است که می‌توان اثر سایه آن را نادیده گرفت. حرکت عدسی شیئی تداخلی طول بازوی اندازه‌گیری را تغییر می‌دهد. سیگنال تداخل یک پیکسل زمانی حداکثر مدولاسیون را دارد که طول مسیر نوری نور تابیده شده به پیکسل برای پرتوهای مرجع و شیئی دقیقاً یکسان باشد. مانند قبل، مقدار z برای نقطه‌ای روی سطح که توسط این پیکسل تصویربرداری می‌شود، با مقدار z مرحله موقعیت‌یابی مطابقت دارد، زمانی که مدولاسیون همبستگی‌نگار بیشترین مقدار را دارد.

## رابطه بین پهنای طیفی و طول همدوسی
همان‌طور که در بالا ذکر شد، مقدار z مرحله موقعیت‌یابی، زمانی که مدولاسیون سیگنال تداخل برای یک پیکسل خاص بیشترین مقدار را دارد، مقدار ارتفاع این پیکسل را تعریف می‌کند؛ بنابراین، کیفیت و شکل همبستگی‌نگار تأثیر عمده‌ای بر وضوح و دقت سامانه دارد. مهم‌ترین ویژگی‌های منبع نور ، طول‌موج و طول همدوسی آن است. طول همدوسی، عرض همبستگی‌نگار را تعیین می‌کند که به عرض طیفی منبع نور و همچنین به جنبه‌های ساختاری مانند همدوسی فضایی منبع نور و روزنه عددی (NA) سیستم نوری متکی است. بحث زیر فرض می‌کند که سهم غالب در طول همدوسی، طیف انتشار است. در شکل ۴، می‌توانید تابع چگالی طیفی را برای یک طیف گاوسی مشاهده کنید، که به عنوان مثال، تقریب خوبی برای یک دیود نور گسیل (LED) است. نشان داده شده است که مدولاسیون شدت مربوطه فقط در همسایگی موقعیت z0 قابل‌توجه است، جایی که پرتوهای مرجع و شیء طول یکسانی دارند و به‌طور همدوس روی هم قرار می‌گیرند. محدوده z مرحله موقعیت‌یابی که در آن پوش مدولاسیون شدت بالاتر از 1/e حداکثر مقدار است، پهنای هم‌بستگی را تعیین می‌کند. این با طول همدوسی مطابقت دارد زیرا اختلاف طول مسیر نوری دو برابر اختلاف طول بازوهای مرجع و اندازه‌گیری تداخل‌سنج است. رابطه بین پهنای هم‌بستگی، طول همدوسی و پهنای طیفی برای حالت طیف گاوسی محاسبه می‌شود.

## طول همدوسی و پهنای طیفی یک طیف گاوسی

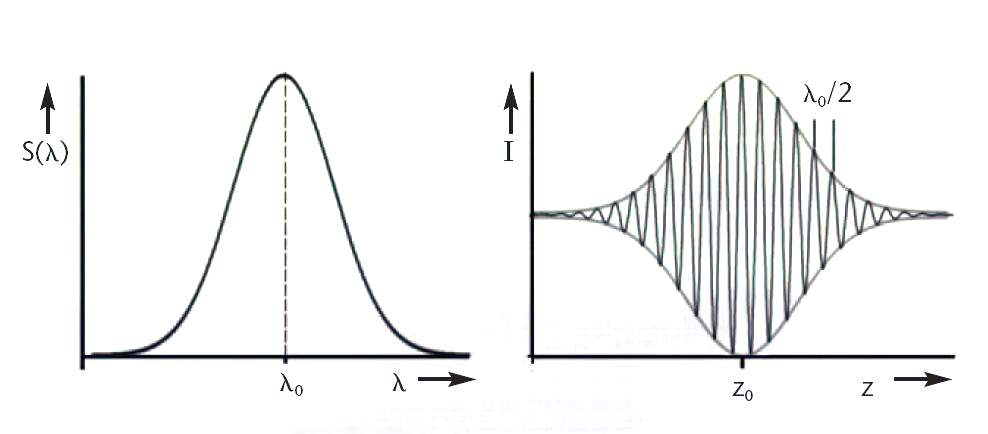
شکل ۴: تابع چگالی طیفی منبع نور و شدت نور به عنوان تابعی از موقعیت آینه-شیئی.

تابع چگالی طیفی نرمال شده به صورت زیر تعریف می‌شود:
{\displaystyle S(\nu )={\frac {1}{{\sqrt {\pi }}\Delta \nu }}\exp \left[-\left({\frac {\left(\nu -\nu _{0}\right)}{\Delta \nu }}\right)^{2}\right]} (۱),
که در اینجا {\displaystyle 2\Delta \nu } پهنای‌باند مؤثر 1/e است و {\displaystyle \nu _{0}} فرکانس میانگین است. طبق قضیه تعمیم‌یافته وینر-خینشین، تابع خودهمبستگی میدان نور با تبدیل فوریه چگالی طیفی داده می‌شود:
{\displaystyle k(\tau )=\int \limits _{-\infty }^{\infty }S(\nu )\exp \left(-i2\pi \nu \tau \right)d\nu =\exp \left(-\pi ^{2}\tau ^{2}\Delta \nu ^{2}\right)\exp \left(-i2\pi \nu _{0}\tau \right)} (۲)
که با تداخل میدان نوری پرتوهای مرجع و شئ اندازه‌گیری می‌شود. در صورتی که شدت در هر دو بازوی تداخل‌سنج یکسان باشد، شدت مشاهده شده روی صفحه نمایش برابر است با
{\displaystyle I(z)=I_{0}\cdot Re\{1+k(\tau )\}} (۳),
اینجا {\displaystyle I_{0}=I_{obj}+I_{ref}} با {\displaystyle I_{obj}} و {\displaystyle I_{ref}} به ترتیب شدت‌های بازوی اندازه‌گیری و بازوی مرجع هستند. میانگین فرکانس {\displaystyle \nu _{0}=c/\lambda _{0}} را می‌توان با طول‌موج مرکزی و پهنای‌باند مؤثر را با استفاده از طول همدوسی بیان کرد، {\displaystyle L_{c}=c/\pi \Delta \nu } از معادلات ۲ و ۳، شدت روی صفحه نمایش را می‌توان به صورت زیر بدست آورد:
{\displaystyle I(z)=I_{0}\left(1+\exp \left[-4\left({\frac {\left(z-z_{0}\right)}{L_{c}}}\right)^{2}\right]\cos \left(4\pi {\frac {z-z_{0}}{\lambda _{0}}}-\varphi _{0}\right)\right)} (۴),
با در نظر گرفتن اینکه {\displaystyle \tau =2\cdot (z-z_{0})/c} که در آن c سرعت نور است. بر این اساس، معادله ۴، همبستگی‌نگار را همان‌طور که در شکل ۴ نشان داده شده است، توصیف می‌کند. می‌توان دید که توزیع شدت توسط یک پوش گاوسی و یک مدولاسیون تناوبی با دوره تناوب شکل گرفته است. {\displaystyle \lambda _{0}/2} برای هر پیکسل، همبستگی‌نگار با اندازه گام جابجایی z تعریف شده نمونه‌برداری می‌شود. با این حال، تغییرات فاز در سطح جسم، عدم دقت در مرحله موقعیت‌یابی، تفاوت‌های پراکندگی بین بازوهای تداخل‌سنج، بازتاب از سطوحی غیر از سطح جسم و نویز در سی‌سی‌دی می‌تواند منجر به یک همبستگی‌نگار اعوجاج‌دار شود. در حالی که یک همبستگی‌نگار واقعی ممکن است با نتیجه معادله ۴ متفاوت باشد، نتیجه وابستگی شدید همبستگی نگار به دو پارامتر را روشن می‌کند: طول‌موج و طول همدوسی منبع نور. در میکروسکوپ تداخلی با استفاده از نور سفید، توصیف کامل‌تر از تولید سیگنال شامل پارامترهای اضافی مربوط به همدوسی فضایی است.

## محاسبه حداکثر پوش
تابع پوش {\displaystyle E(z)=\exp \left[-4\left({\frac {\left(z-z_{0}\right)}{L_{c}}}\right)^{2}\right]} (۵)
با عبارت نمایی معادله ۴ توصیف می‌شود. نرم‌افزار، پوش را از داده‌های همبستگی‌نگار محاسبه می‌کند. اصل محاسبه پوش، حذف عبارت کسینوسی معادله ۴ است. با کمک تبدیل هیلبرت، عبارت کسینوسی به یک عبارت سینوسی تبدیل می‌شود. پوش با جمع کردن توان‌های همبستگی‌نگارهای کسینوسی و سینوسی مدوله‌شده به دست می‌آید:
{\displaystyle E(z)={\sqrt {\left(\exp \left[-4\left({\frac {\left(z-z_{0}\right)}{L_{c}}}\right)^{2}\right]\cos \left(4\pi {\frac {z-z_{0}}{\lambda _{0}}}\right)\right)^{2}+\left(\exp \left[-4\left({\frac {\left(z-z_{0}\right)}{L_{c}}}\right)^{2}\right]\sin \left(4\pi {\frac {z-z_{0}}{\lambda _{0}}}\right)\right)^{2}}}} (۶).
دو الگوریتم کمّی متفاوت برای محاسبه حداکثر پوش پیاده‌سازی شده‌اند. الگوریتم اول برای ارزیابی پوش همبسته‌نگار استفاده می‌شود؛ مقدار z از حداکثر استخراج می‌شود. الگوریتم دوم علاوه بر این، فاز را نیز ارزیابی می‌کند. با رابط اتوماسیون (مثلاً ماکروها)، می‌توان از هر یک از الگوریتم‌ها استفاده کرد. عدم قطعیت محاسبه حداکثر پوش به موارد زیر بستگی دارد: طول همدوسی، اندازه گام نمونه‌برداری همبسته‌نگار، انحراف مقادیر z از مقادیر مطلوب (مثلاً به دلیل ارتعاشات)، کنتراست و زبری سطح. بهترین نتایج با طول همدوسی کوتاه، اندازه گام نمونه‌برداری کوچک، جداسازی خوب ارتعاش، کنتراست بالا و سطوح صاف به دست می‌آید.